# Ménélaos (fils de Lagos)
Pour les articles homonymes, voir Ménélaos.
Ménélaos (en grec ancien Μενέλαος / Menelaos) est le fils de Lagos et le frère de Ptolémée Ier. Il est gouverneur de Chypre au IVe siècle au moment des guerres des Diadoques.

## Biographie
Ménélaos n'apparaît pas parmi les officiers ou généraux d'Alexandre le Grand durant son règne (336-323), bien qu'il soit mentionné incidemment par Phylarque en des termes qui semblent impliquer qu'il occupe déjà une position distinguée.
Il apparaît pour la première fois en 315, quand il est nommé par son frère, Ptolémée Ier, commandant en chef des forces envoyées à Chypre pour coopérer avec la flotte de Séleucos Ier, et Nicocréon, roi de Salamine de Chypre. Par leurs efforts combinés, ils soumettent rapidement toutes les villes de Chypre à l'exception de Kition qui, semble-t-il, finit tout de même par se soumettre. Ménélaos demeure sur l'île qu'il gouverne avec une autorité presque absolue, les petits princes des diverses villes étant déposés, emprisonnés ou assassinés sur la moindre présomption de défection.
Il tient toujours le commandement en chef en 306 quand Démétrios Poliorcète arrive à Chypre avec une flotte et une puissante armée. Incapable de lutter en plein champ contre ce formidable ennemi, Ménélaos rassemble toutes ses forces et s'enferme derrière les murs de Salamine qu'il se prépare à défendre. Mais ayant tout de même risqué une action sous les murs de la ville, il est défait avec de nombreuses pertes alors que Démétrios renforce le siège avec vigueur. Ménélaos, cependant, parvient à brûler les machines de siège et, par les efforts les plus ardents, tient sa défense jusqu'à l'arrivée de Ptolémée lui-même, armé d’une puissante flotte de secours,. 
Durant la bataille de Salamine de Chypre qui suit, Ménélaos envoie une escadre de soixante vaisseaux pour venir en aide à Ptolémée. Mais, quoique ceux-ci réussissent à sortir du port de Salamine, ils arrivent trop tard pour retourner la situation. La défaite totale de la flotte lagide éteint les derniers espoirs de Ménélaos qui doit remettre la ville de Salamine, avec toutes ses forces, militaires et navales, aux mains de Démétrios. Le vainqueur, par magnanimité, le renvoie en Égypte, accompagné de ses amis et de ses biens,,.
Dans les années 280, il devient le premier prêtre éponyme du culte ptolémaïque d'Alexandre le Grand.